# کرلاینا بیچ (کارولینای شمالی)
کرلاینا بیچ (به انگلیسی: Carolina Beach) شهری در ایالت کارولینای شمالی کشور ایالات متحده آمریکا است که جمعیت آن در سرشماری سال ۲۰۱۰ میلادی، ۵٬۷۰۶ نفر بوده‌است.